# 高山陣屋

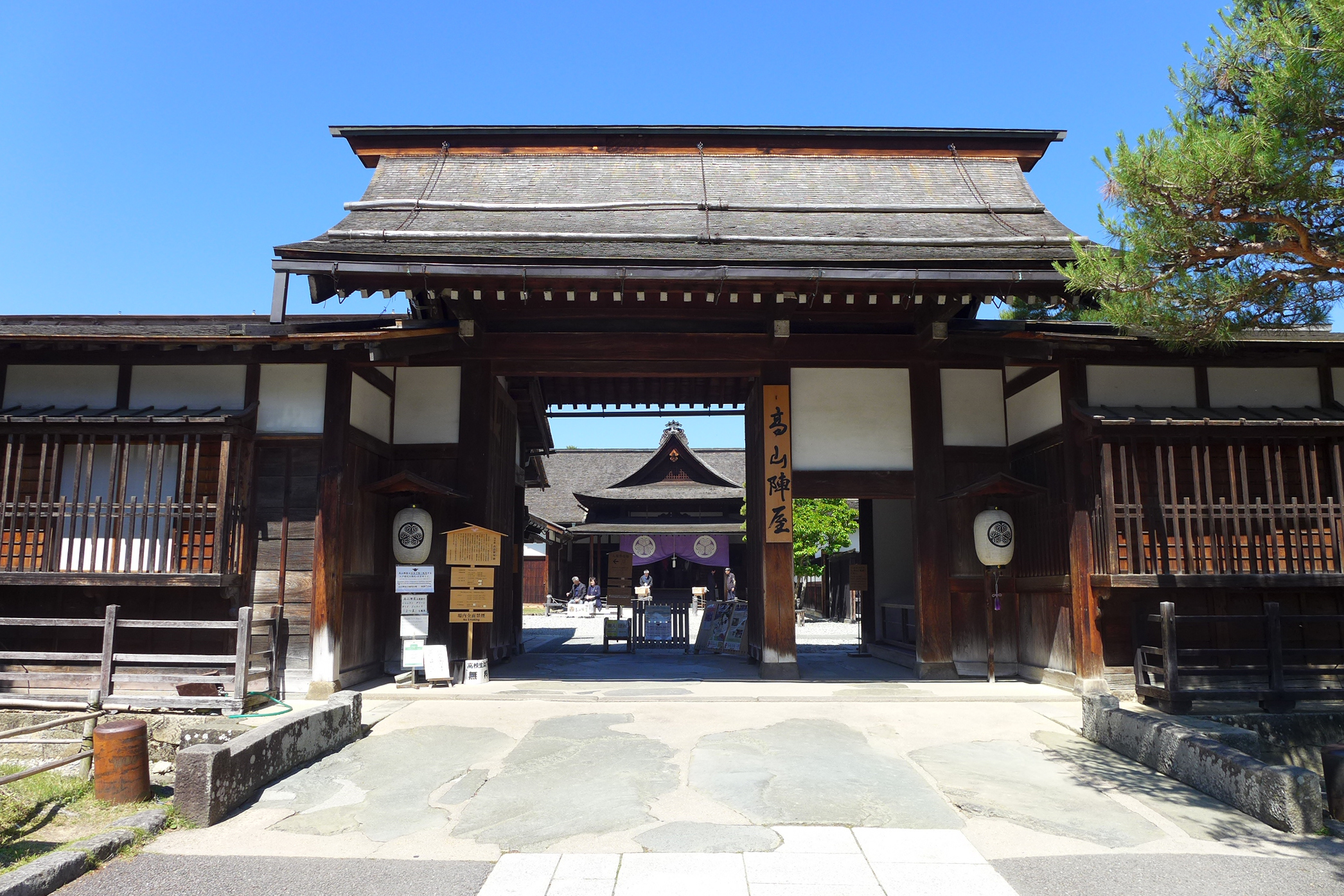
高山陣屋表門

高山陣屋（日语：／ Takayama jinya）是江戶幕府將飛驒國作為直轄領管理而設置的代官所、飛驒郡代役所（陣屋），位於現在的岐阜縣高山市八軒町。

## 概要

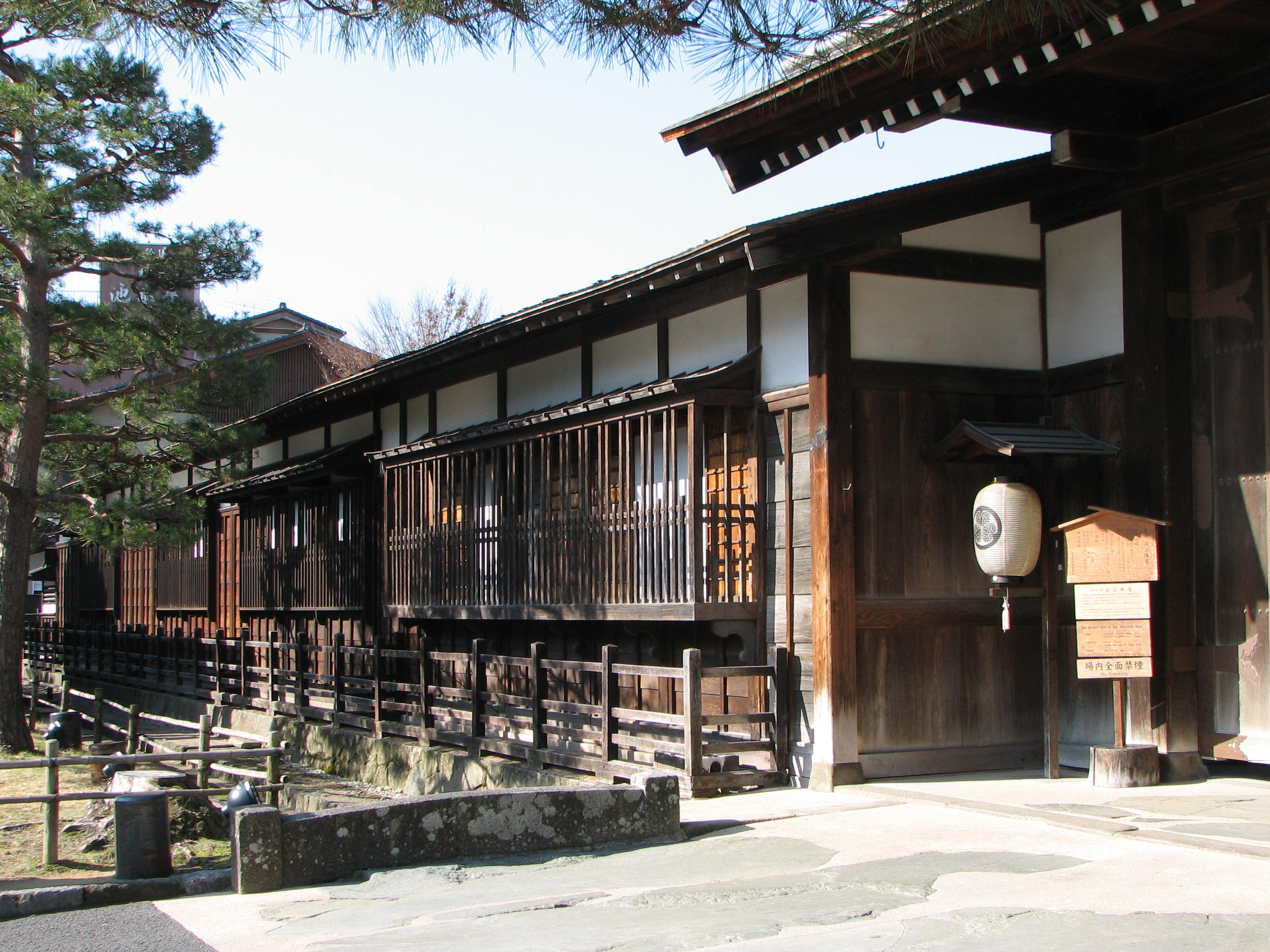
高山陣屋表門與藏番長屋

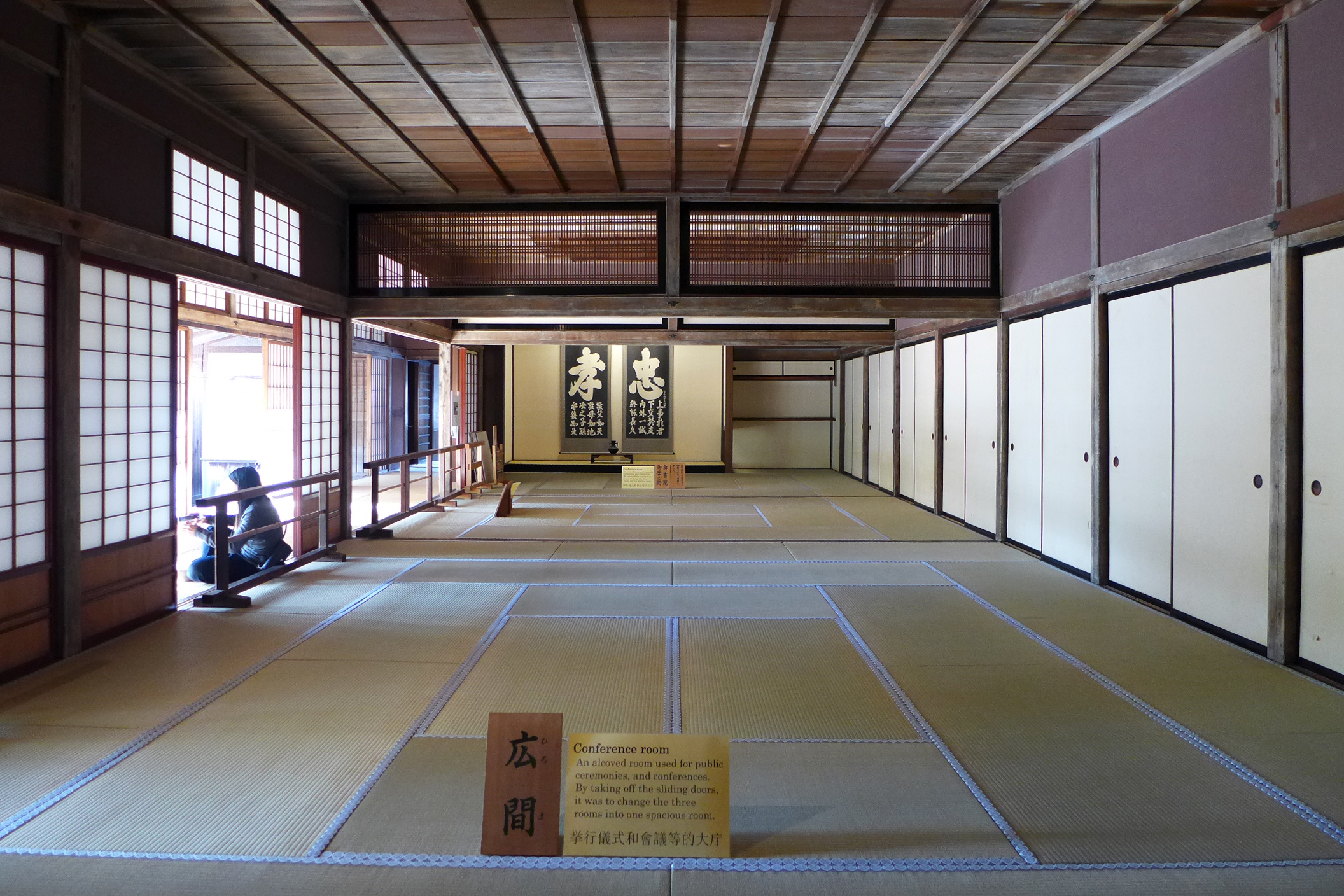
會議室

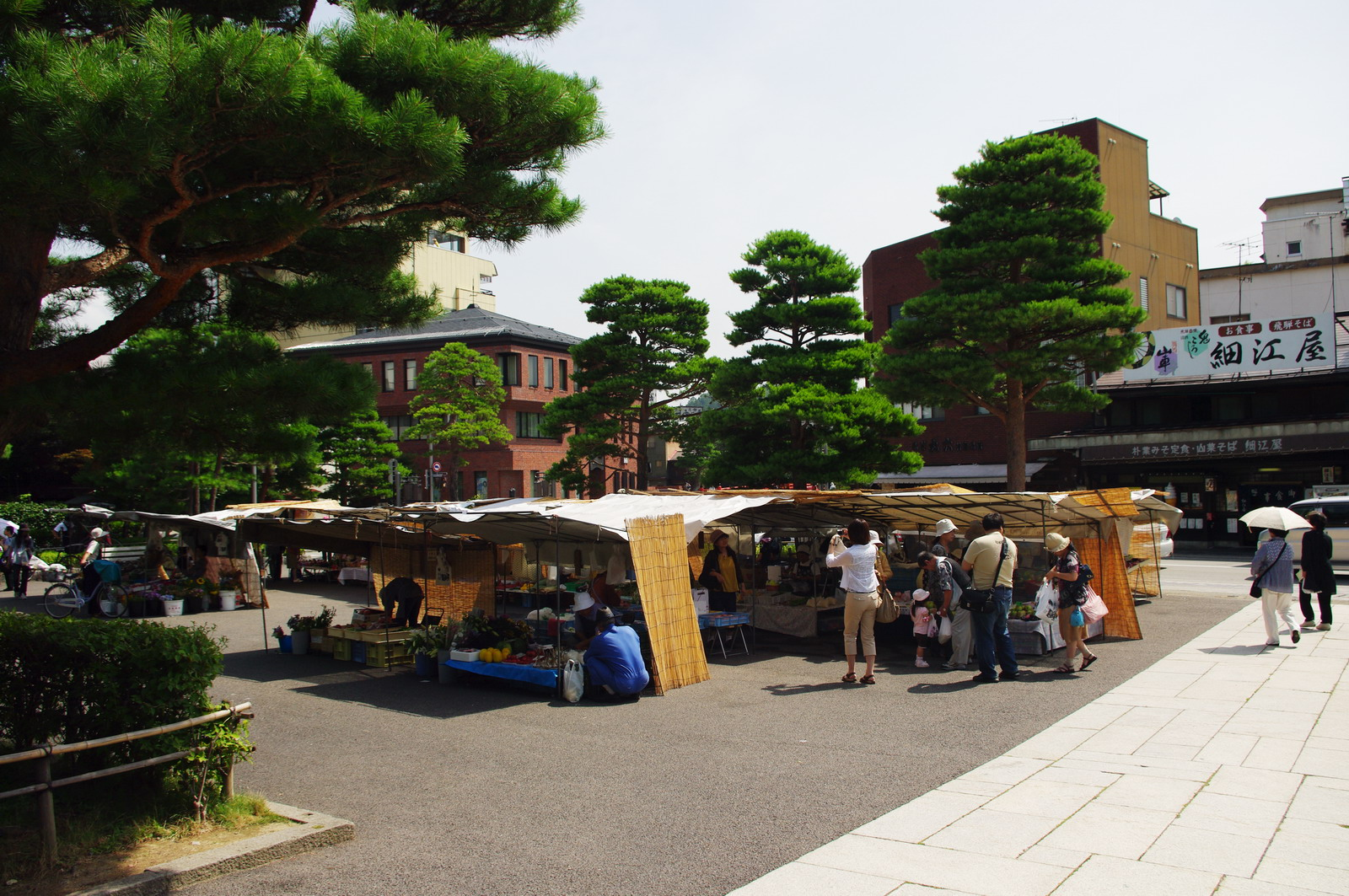
陣屋朝市

現存建築包括表門、門番所、一～四番藏、九～十二番藏、書物藏。郡代役所的玄關、吟味所、御役所、大廣間等部分是1816年（文化13年）所改建。
建地內的土藏原是慶長年間（1600年左右）建於高山城內，1695年（元祿8年）才移至現址。建物屋頂採用熨斗葺（のしぶき）、柿葺（こけらぶき）、石置長榑葺（いしおきながくれぶき）等板材建造工法。由於飛驒不僅是雪國，也是木材生產地，当時瓦片容易因雪耗損，木材較為容易入手因而選擇此工法。
陣屋開放一般民眾參觀，但須付入場費。內部展示江戶時代的歷史資料。每日表門前會舉行朝市，稱陣屋朝市，在高山市內與宮川朝市並稱。

## 歷史
高山陣屋原本是飛驒高山藩主金森氏的下屋敷。1692年（元祿5年）幕府將飛驒設為直轄領以後，伊奈忠篤整備陣屋作為代官所。1777年（安永6年）以後成為郡代役所。
明治維新後，陣屋成為筑摩縣高山出張所（之後為岐阜縣高山支廳）廳舍。1929年，本陣屋指定為國家史蹟，但仍持續由行政機關使用。1969年在縣事務所遷移後，作為現存唯一陣屋的高山陣屋以文化財的方式保留下來。1996年（平成8年）3月，依據1830年（天保元年）的繪圖復原藏番長屋、郡代役宅、奧座敷等，回復成過去江戶時代的樣貌。

## 圖片

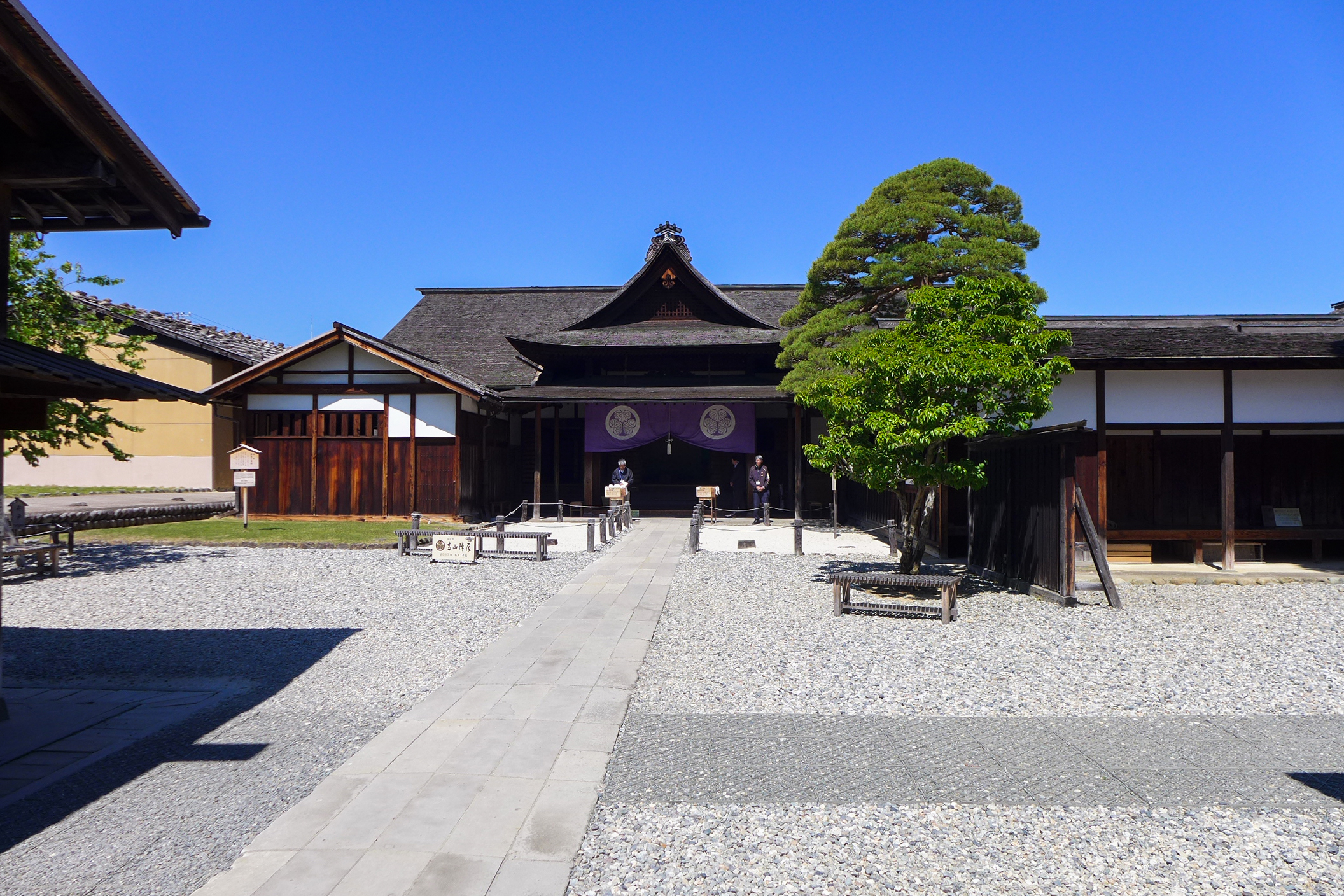
入口（2017年6月）
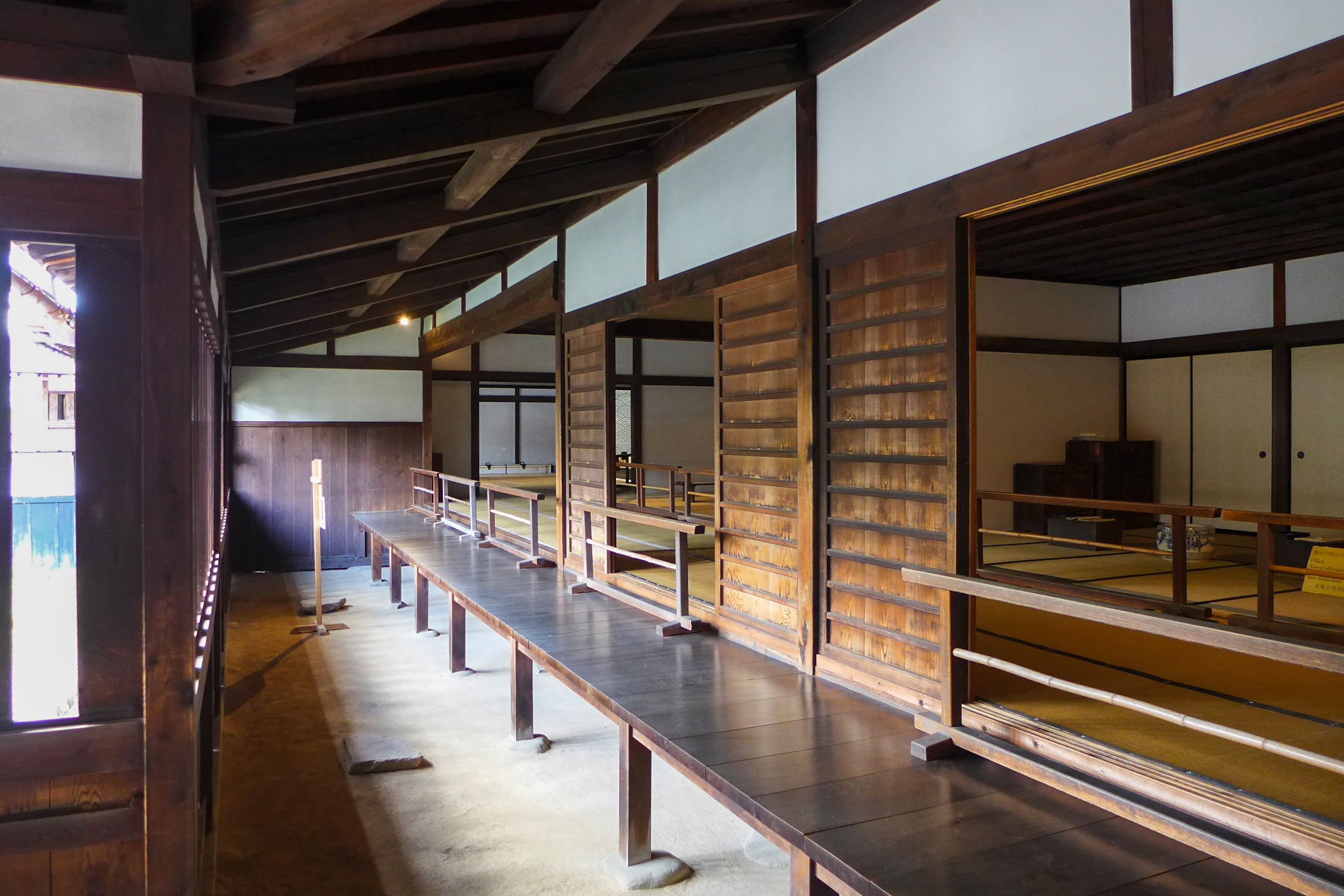
建物内（2017年6月）
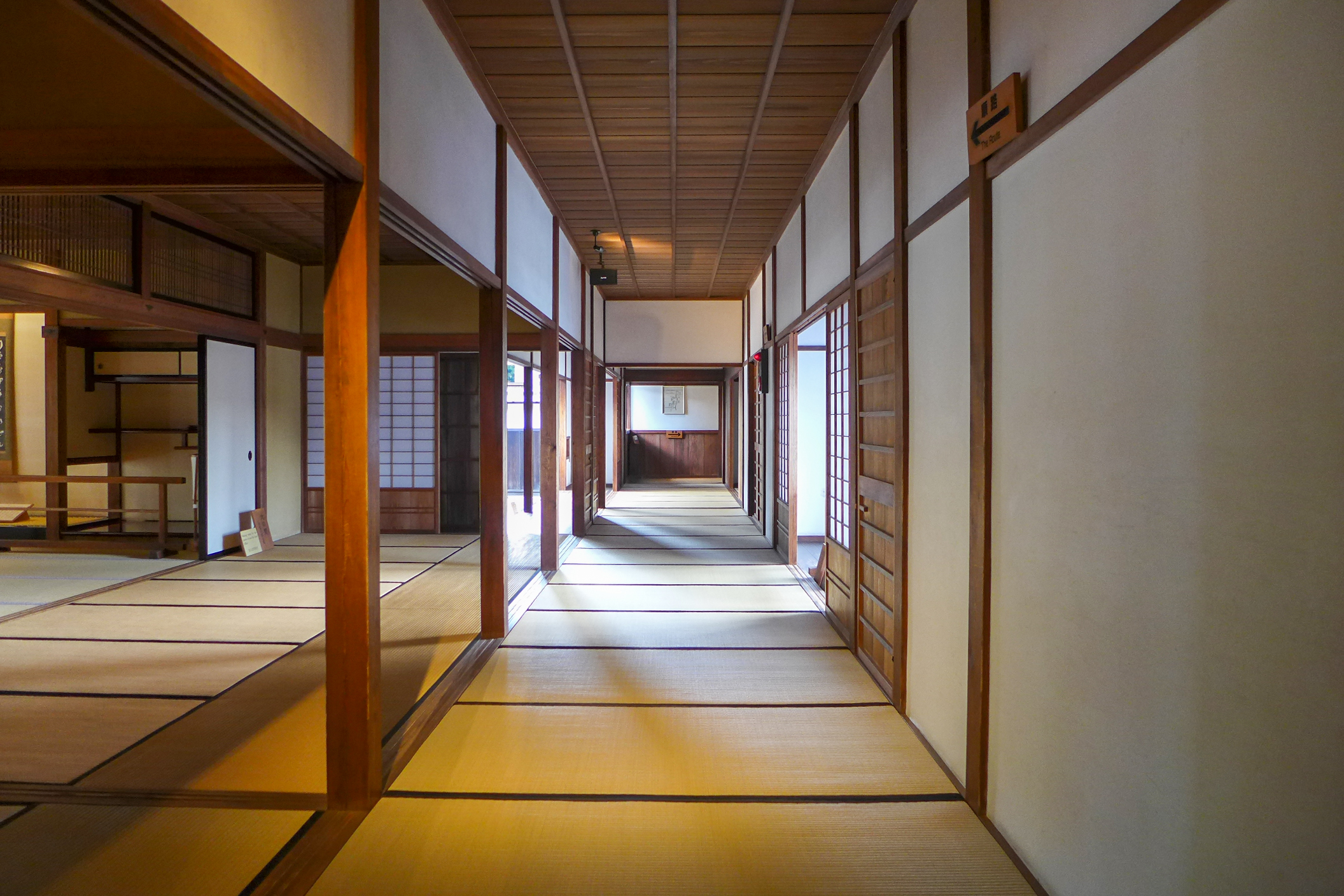
通道（2017年6月）
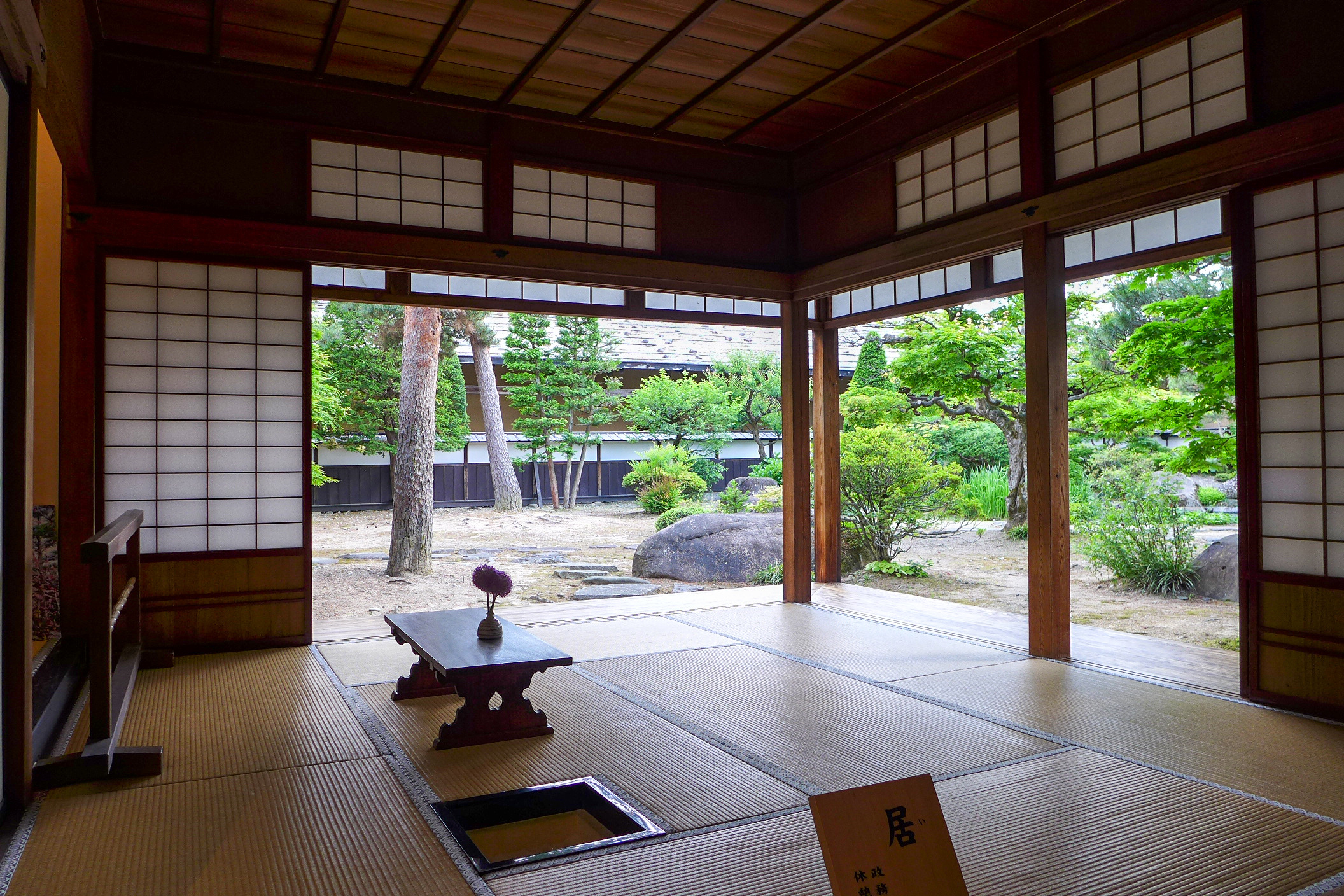
客廳（2017年6月）
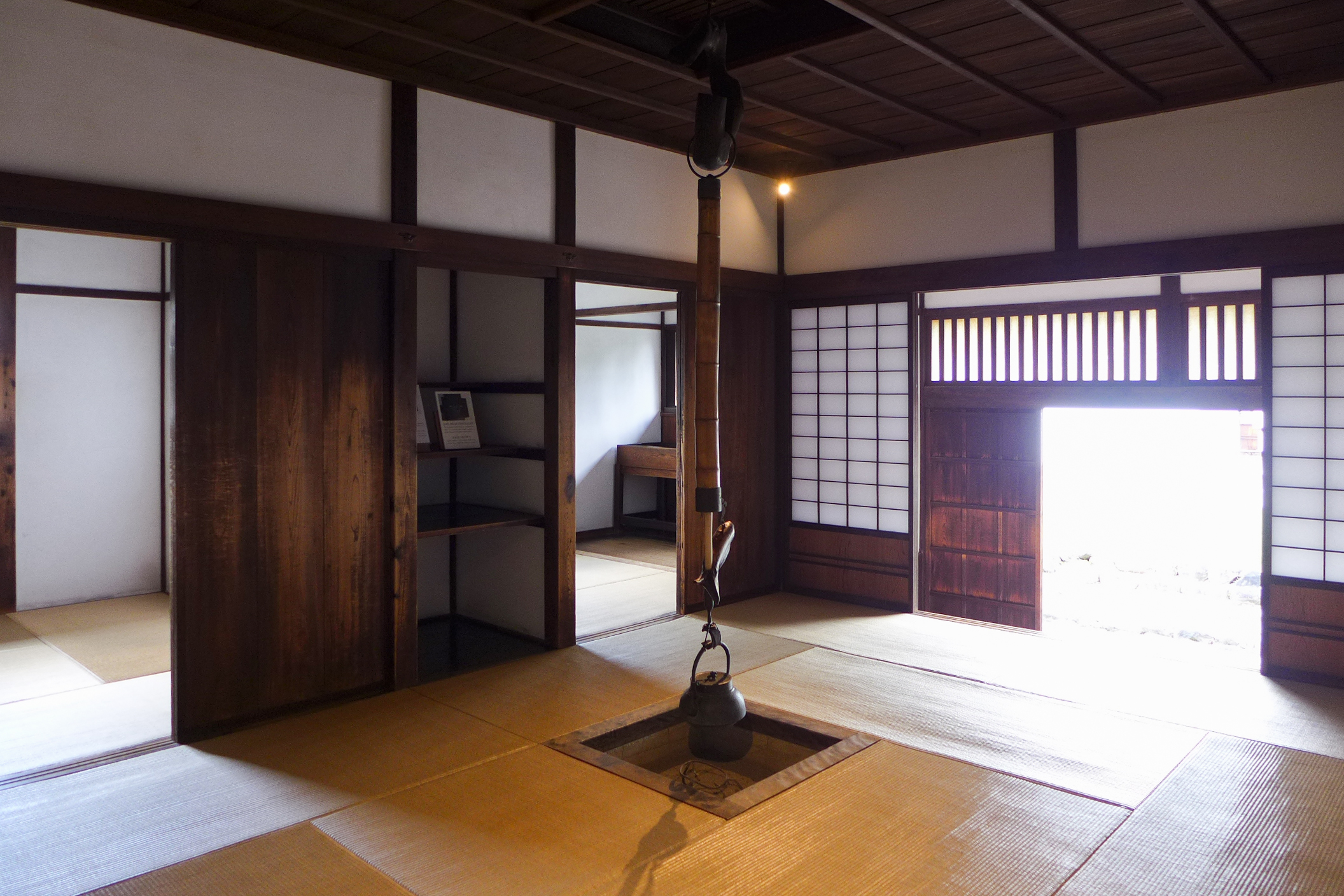
接待廳（2017年6月）
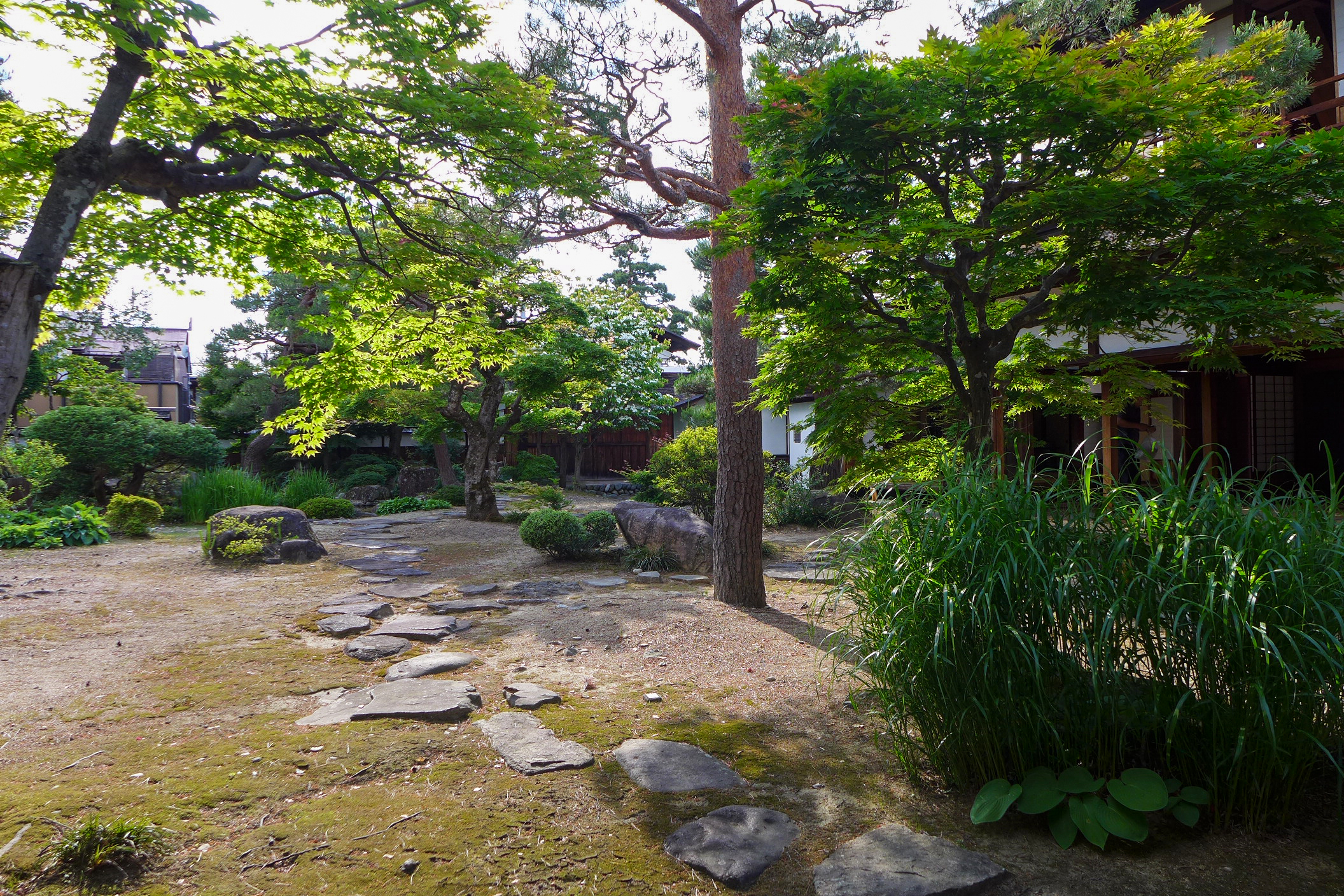
庭園（2017年6月）
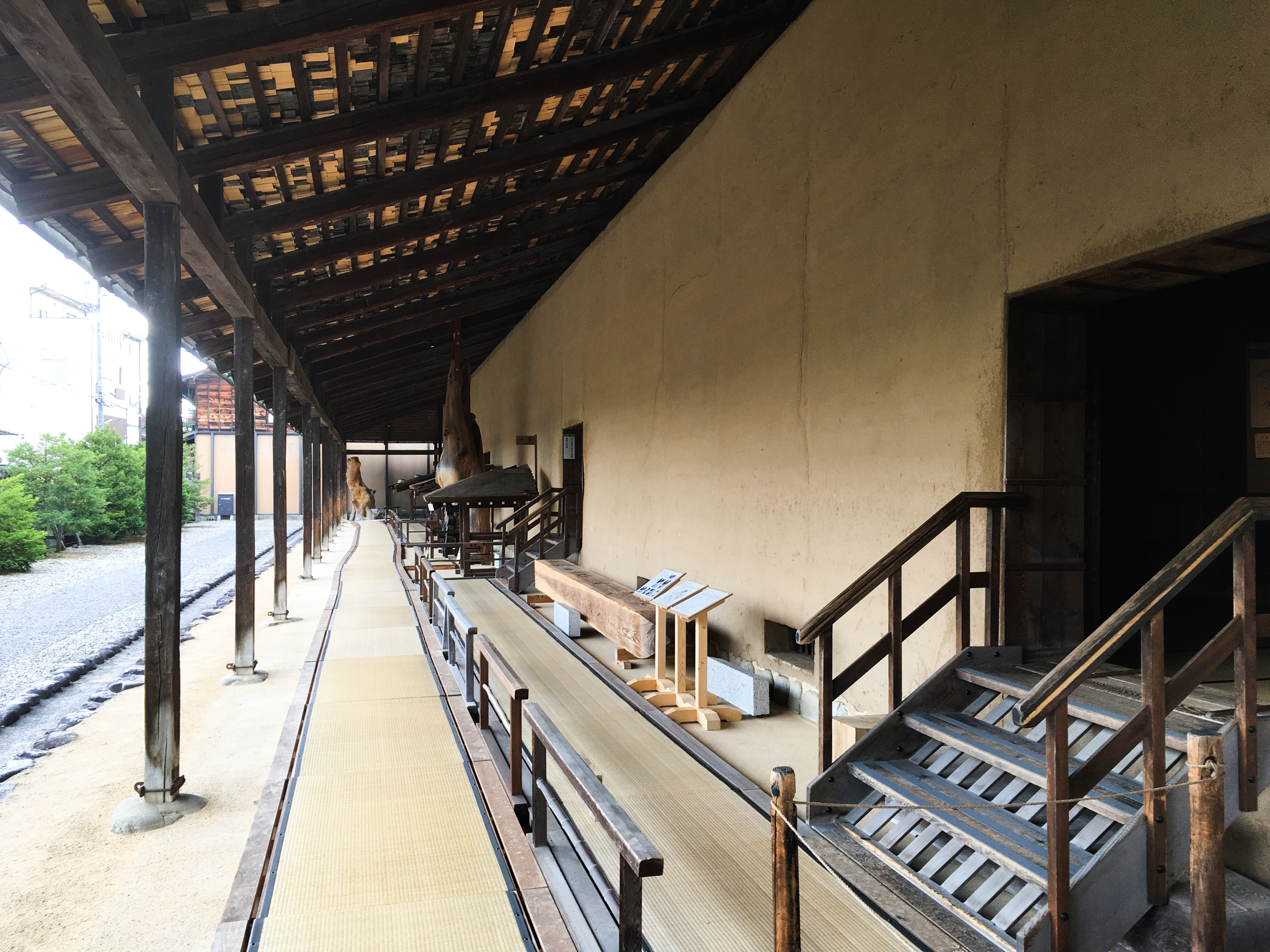
御蔵（2017年6月）

## 現地資訊
開館時間
- 3月1日～10月31日：上午8:45～下午5:00（8月中起為下述時間）
  - 8月1日～8月31日：上午8:45～下午6:00
- 11月1日～2月28日：上午8:45～下午4:30
- 休館日：12月29日、12月31日、1月1日

入場費
- 大人：440日圓。高中生以下：免費
- 30名以上團體：370日圓

## 其他
同町內的一本杉白山神社有祭祀陣屋鎮護神陣屋稻荷，但因白山神社沒有屋台，因此不參加屋台行列。取而代之，高山陣屋在春天的高山祭會進行獅子舞與鬥雞樂等表演。

## 外部連結
- 高山陣屋（岐阜縣官方網站內） （页面存档备份，存于）
- 高山陣屋 （页面存档备份，存于）
- 史跡高山陣屋跡  （全国遺跡報告総覧 （页面存档备份，存于）- 奈良文化財研究所）

36°8′22.9″N 137°15′27.1″E / 36.139694°N 137.257528°E